# Oligoryzomys moojeni
Oligoryzomys moojeni (Коліларго Мужена) — вид гризунів з родини Хом'якові (Cricetidae). Вид названий на честь бразильського зоолога двадцятого століття Жуана Мужена. Каріотип: 2n = 70, FNa = 84.

## Проживання
Цей вид відомий з штатів Мінас-Жерайс, Гояс і Токантінс Бразилія. Цей вид зустрічається в серрадо а також галерейних лісах.

## Поведінка
Кістки були присутні в індіанських кухнях, отже, можливо, ці гризуни були досить поширеними.

## Загрози та охорона
Основна загроза — вирубки лісів у зв'язку з сільським господарством. Цей вид зустрічається в національних парках ісп. Chapada dos Veadeiros та ісп. Grande Sertao Vereiras.